# Missão Centenário

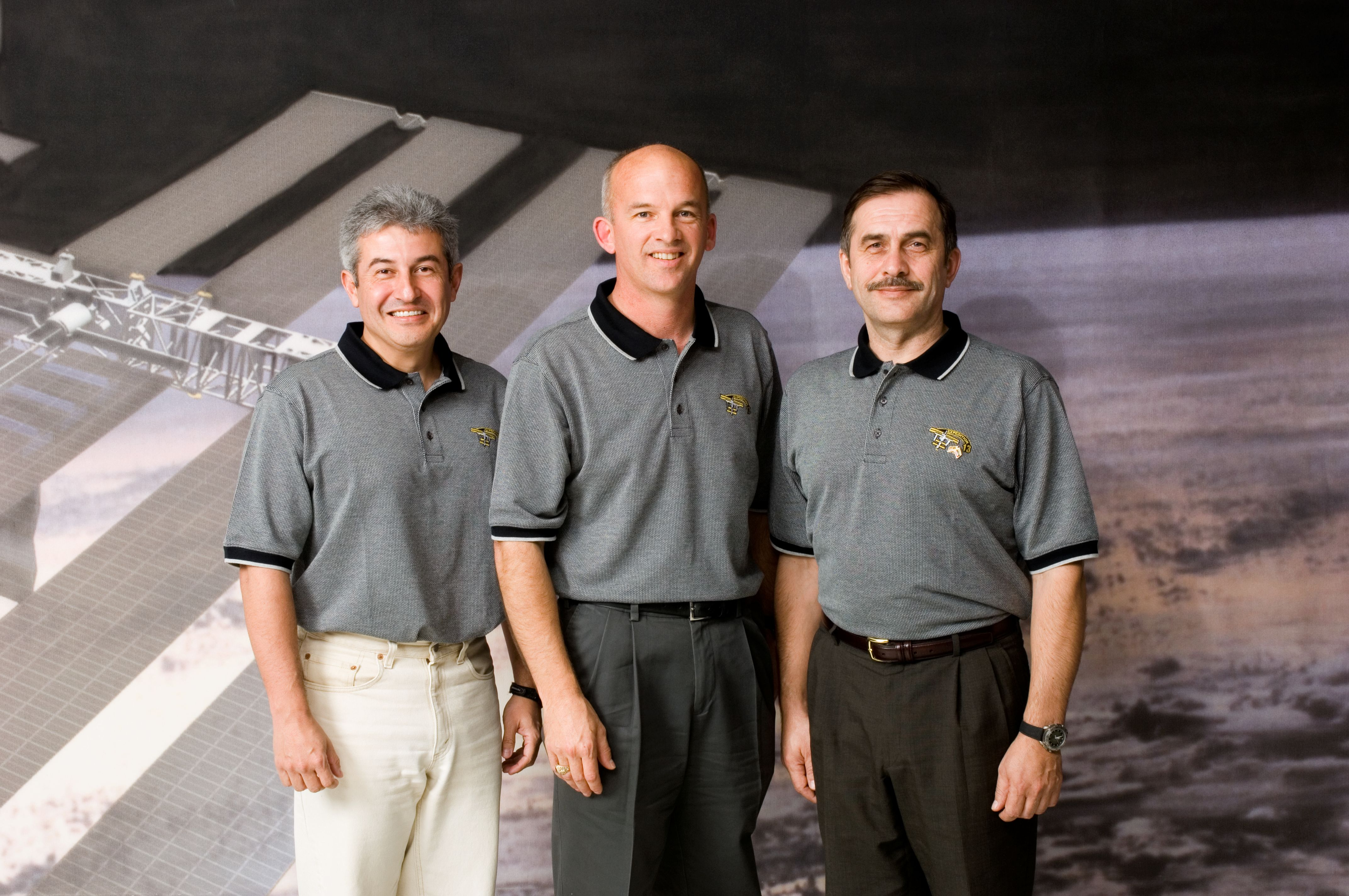
Astronauta Marcos Pontes (esquerda), da Agência Espacial Brasileira; astronauta Jeffrey Williams, oficial e engenheiro de voo, da NASA; e cosmonauta Pavel Vinogradov, comandante, da Agência Espacial da Federação Russa, no Centro Espacial Lyndon Johnson.

A Missão Centenário (ISS EP-10) nasceu de um acordo entre a Agência Espacial Brasileira (AEB) e a Agência Espacial da Federação Russa (Roscosmos) em 30 de março de 2006. O principal objetivo deste tratado seria enviar o primeiro brasileiro ao espaço, o tenente coronel aviador Marcos Pontes.
O nome da missão é uma referência à comemoração do centenário do primeiro voo tripulado de uma aeronave, o 14 Bis de Santos Dumont, Paris, 23 de outubro de 1906.
O veículo utilizado para o lançamento da missão foi a nave Soyuz TMA-8, da Roscosmos, e o seu lançamento aconteceu em 30 de março de 2006 (23h30 horário de Brasília) no Centro de Lançamento de Baikonur (Cazaquistão), tendo como destino a Estação Espacial Internacional (ISS).

## Acordo bilateral para a missão
A Missão Centenário se tornou possível devido a um acordo comercial assinado em outubro de 2005 entre Brasil e Rússia, sendo representantes destas a Agência Espacial Brasileira (AEB) e a Agência Espacial Federal Russa (Roscosmos).
Com isso, o astronauta Marcos Cesar Pontes passou a treinar na Cidade das Estrelas, centro de treinamento para cosmonautas próximo a Moscou.

## Lançamento

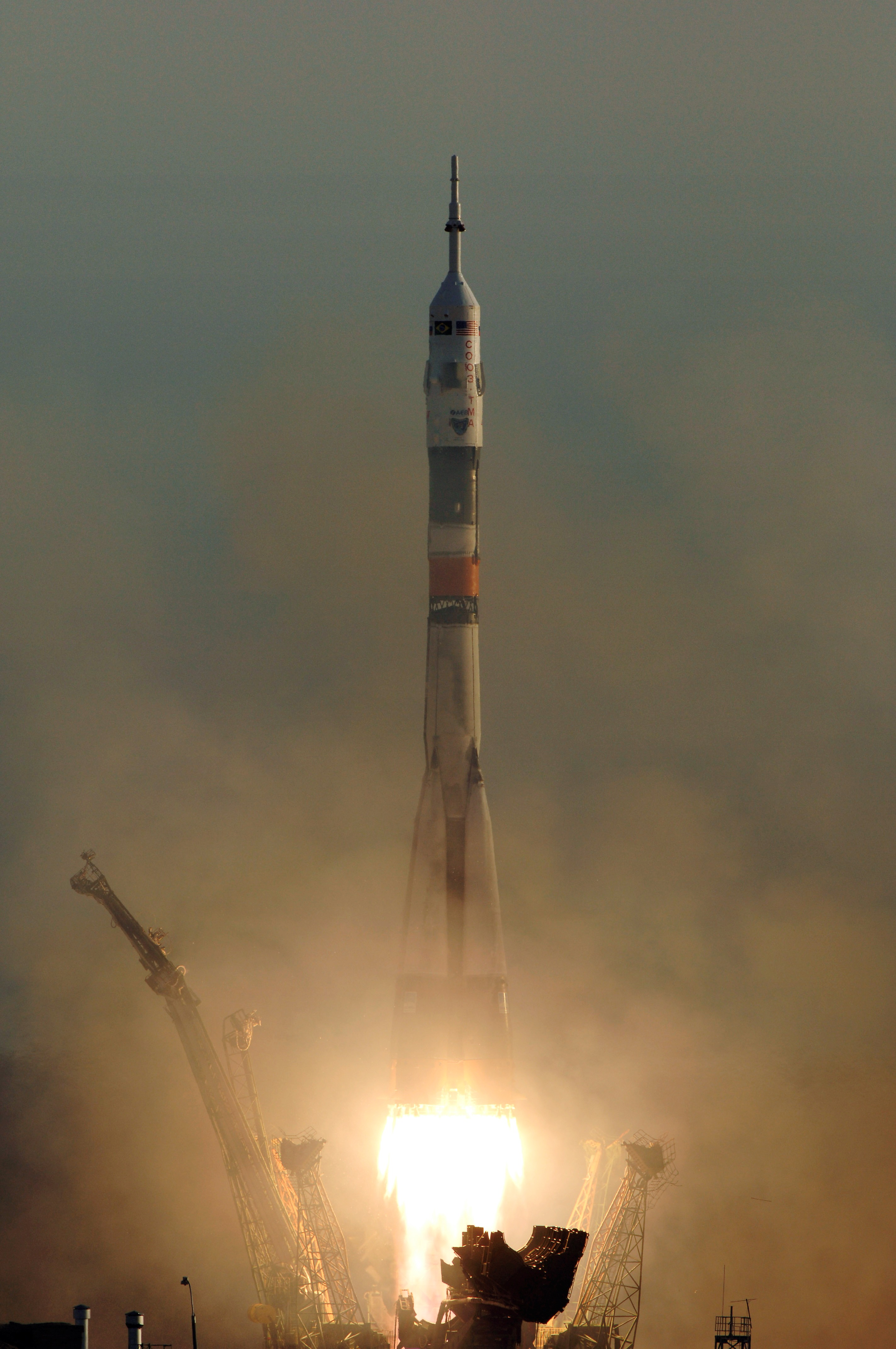
Lançamento da Soyuz TMA-8 com Jeffrey Williams, Pavel Vinogradov e Marcos Pontes em 30 de março de 2006

A espaçonave Soyuz TMA-8 transportando o tenente-coronel Marcos Pontes foi lançada às 23 horas e 30 minutos de 30 de março de 2006 (horário de Brasília, 8 horas e 30 minutos da manhã de 1 de abril de 2006 no horário do Cazaquistão). Além do astronauta brasileiro, faziam parte da tripulação o russo Pavel Vinogradov e o americano Jeffrey Williams, sendo estes dois membros da Expedição 13.
Quando Pavel Vinagrodov ligou a câmera da cabine para o Marcos Pontes durante o lançamento, o brasileiro não sabia o que dizer. Pensou em acenar, mas isso não expressava o que sentia, então apontou para a bandeira e, após, para cima, querendo dizer que estavam todos juntos, mas pensou "um momento, apontar com um só dedo não dá a impressão de 'juntos'!". Por isso, ele apontou com dois, como se pode observar no vídeo da missão. A nave acoplou à Estação Espacial Internacional (ISS) na madrugada de sábado, 1 de abril.
Antes da entrada na Estação Espacial Internacional, o protocolo internacional previa a seguinte ordem: Pavel, Jeff e Marcos. Porém, quando Pavel observou Marcos com a bandeira do Brasil nas mãos, disse-lhe para entrar primeiro. Marcos respondeu-lhe que talvez teria problemas. A isso, o russo replicou que não seria o Marcos que estaria entrando na frente, mas sim uma nação inteira e nem ele, nem Jeff teriam o direito de entrar antes de uma nação.

## Experimentos
Marcos Pontes realizou na ISS oito experimentos científicos, para que pudesse ser analisado o comportamento destes em um ambiente de microgravidade. Eis os experimentos realizados:
| Nome                      | Tipo                                                                                          | Pesquisador(a)                         | Ref.                 |
| ------------------------- | --------------------------------------------------------------------------------------------- | -------------------------------------- | -------------------- |
| Pesquisa biomédica        |                                                                                               |                                        |                      |
| GOSUM                     | Germinação de sementes em microgravidade (Embrapa).                                           | Dra. Antonieta Nassif Salomão.         | [ 11 ] [ 10 ]        |
| Pesquisa em biotecnologia |                                                                                               |                                        |                      |
| DNARM                     | Danos e reparos do DNA na microgravidade (UERJ e INPE).                                       | Dr. Heitor Evangelista da Silva        | [ 11 ] [ 10 ]        |
| SMEK                      | Efeito da microgravidade na cinética das enzimas (FEI)                                        | Dr. Alessandro La Neve                 | [ 12 ] [ 11 ] [ 10 ] |
| NIP                       | Nuvens de interação proteica (CenPRA/MCT)                                                     | Dr. Aristides Pavani Filho             | [ 11 ] [ 10 ]        |
| Pesquisa tecnológica      |                                                                                               |                                        |                      |
| CEMEX                     | Teste de evaporadores capilares em ambiente de microgravidade (UFSC)                          | Dr. Edson Bazzo                        | [ 11 ] [ 10 ]        |
| WMHP                      | Minitubos de calor (UFSC)                                                                     | Dra. Márcia Barbosa Henriques Mantelli | [ 11 ] [ 10 ]        |
| Projetos educacionais     |                                                                                               |                                        |                      |
| SEEDS                     | Germinação de sementes de feijão (Secretaria Municipal de Educação de São José dos Campos-SP) |                                        | [ 11 ]               |
| CHROPHYL                  | Cromatografia da clorofila (Secretaria Municipal de Educação de São José dos Campos-SP)       |                                        | [ 11 ]               |

Os experimentos educacionais acima foram acompanhados por alunos de escolas de São José dos Campos por meio da Internet, enquanto realizavam os mesmos experimentos em terra.

### Artigo
- Paiva, Kleber Vieira de (2007). «Comportamento térmico em gravidade e microgravidade de mini tubos de calor do tipo fios-placas» (PDF)

## Entrevistas

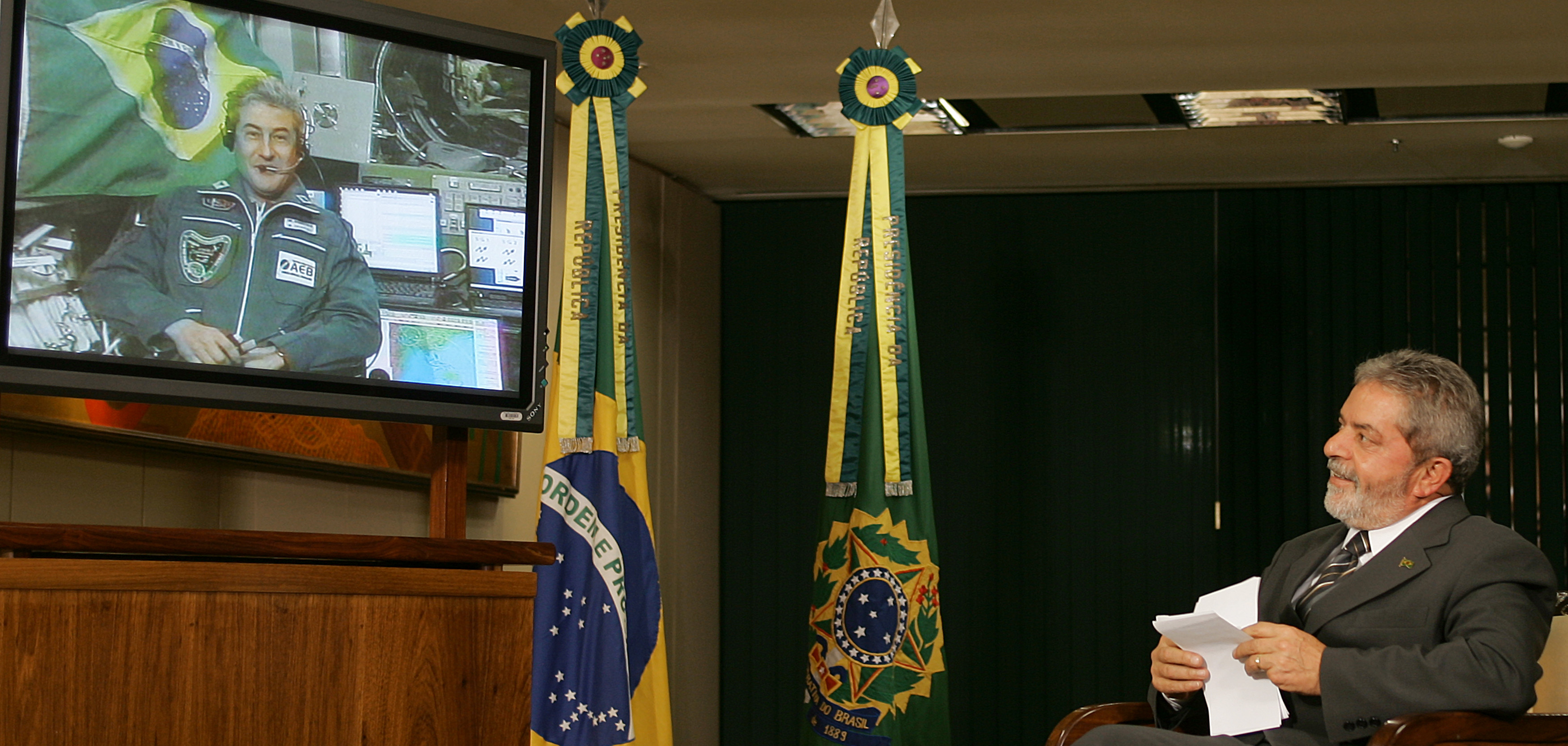
Presidente Lula durante videoconferência com o astronauta brasileiro, Marcos Pontes.

Durante sua estadia na ISS, Marcos Pontes concedeu algumas entrevistas por videoconferência.
No dia 3 de abril de 2006, foi transmitida a entrevista com homenagem a Santos Dumont, na qual Marcos Pontes usou um chapéu Panamá igual ao do inventor e um lenço com as siglas SD.

## Retorno

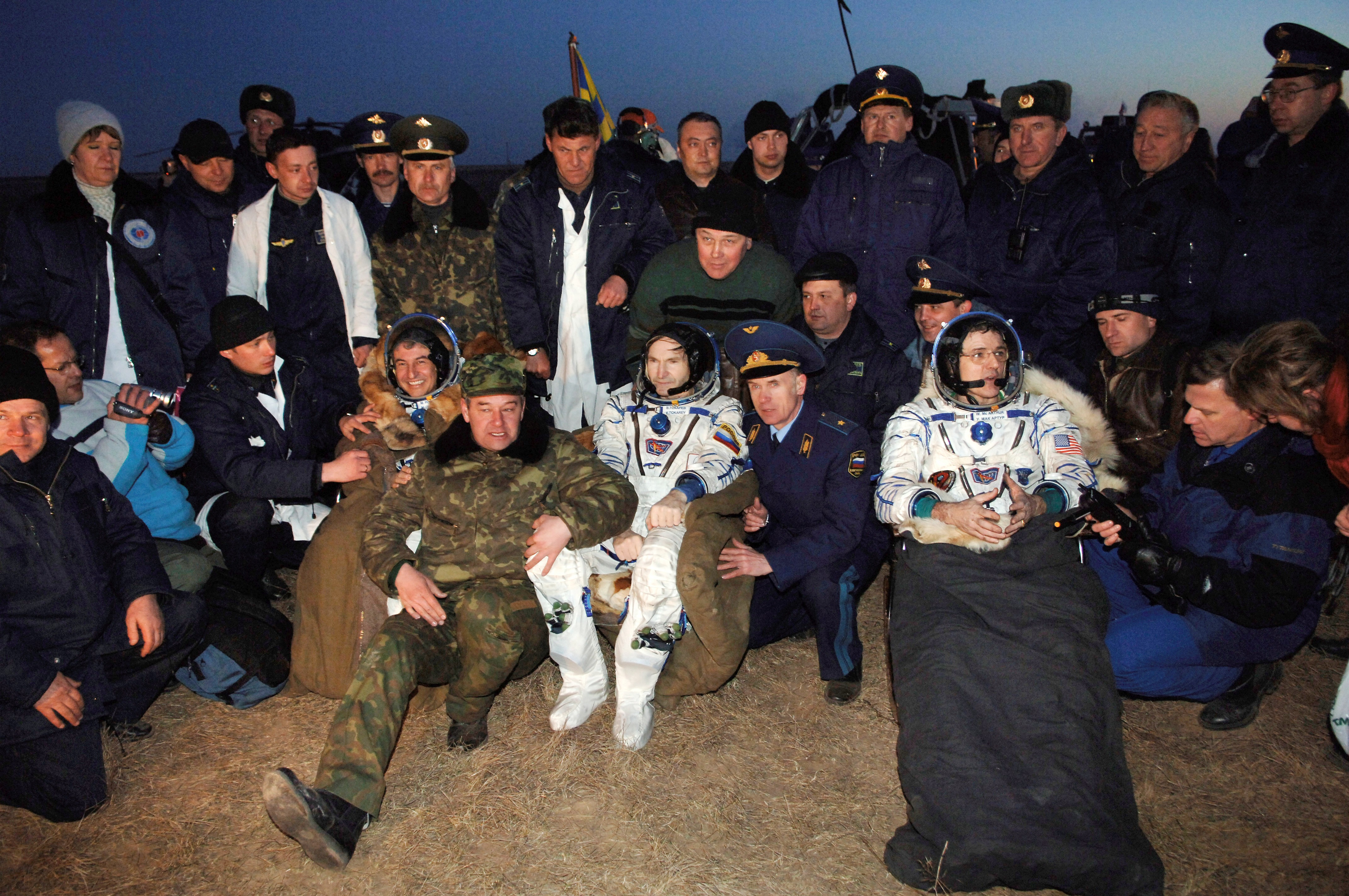
Tripulação de retorno da Soyuz TMA-7 após o pouso com o Marcos Pontes

A Nave Soyuz TMA-7 trouxe na noite de 8 de abril de 2006 no horário de Brasília, o Ten. Cel. Marcos Pontes e mais outros dois astronautas da Expedition 12 (o russo Valery Tokarev e o americano William McArthur) que já estavam na ISS. O ponto de aterrissagem foi no Cazaquistão.
Para o resgate foram utilizados 17 helicópteros russos MI-8, e a área do pouso foi no entorno da cidade Arclalic, num raio de 60 a 80Km de distância desta.
Após o retorno, os três astronautas passaram por um período de readaptação à gravidade.

### Duração total da missão
Marcos Pontes realizou 155 órbitas e a duração total de sua missão foi de 9 dias, 21 horas e 17 minutos.

### Insígnia
A insígnia da Missão Centenário foi produzido em conjunto pelo Secom, MCT e AEB.

## Atos comemorativos

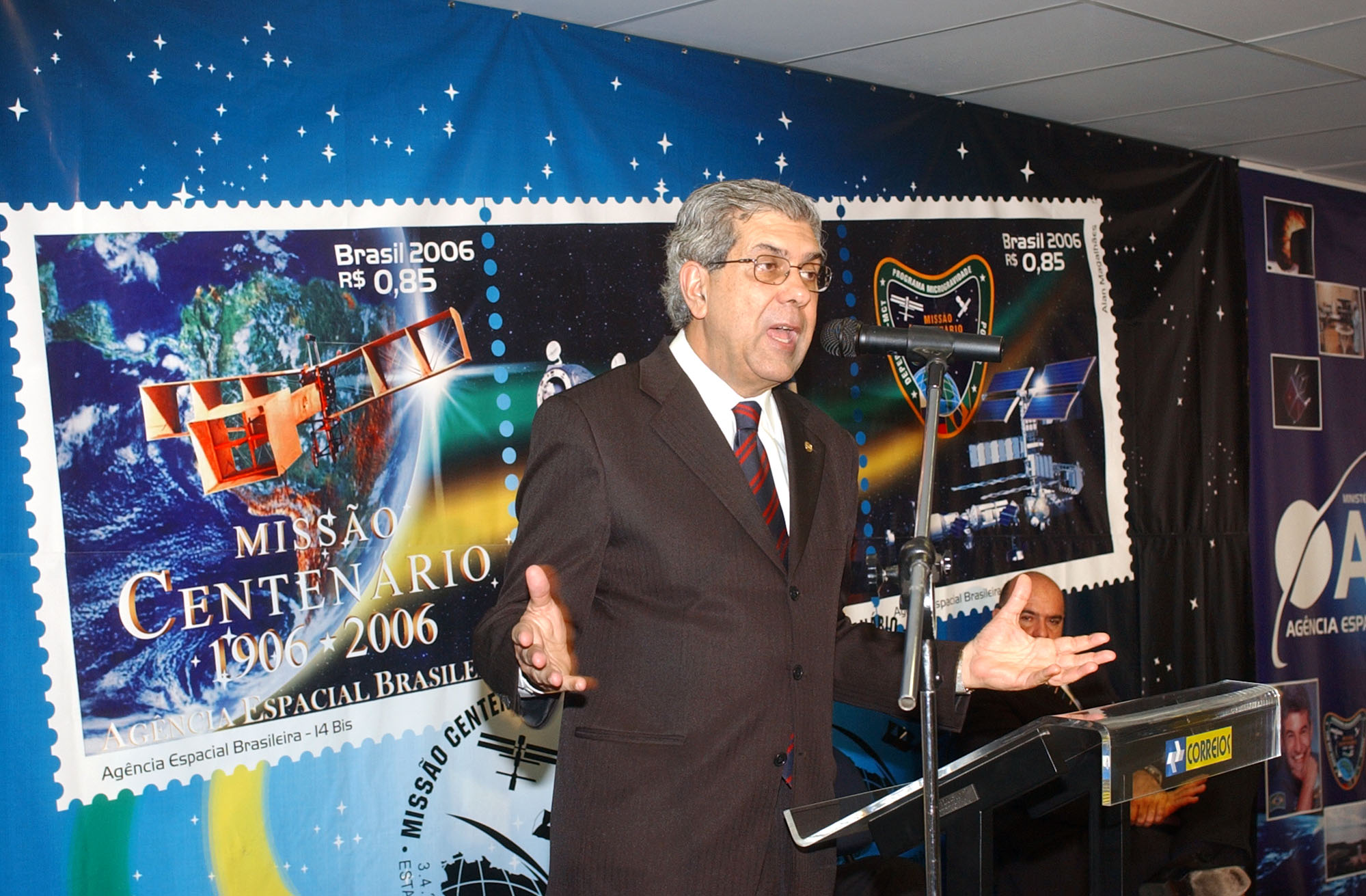
Discurso de Sergio Gaudenzi durante o lançamento de selo e medalha comemorativas.

Como celebração desta missão ter sido a primeira a levar um astronauta brasileiro ao espaço, assim como ser uma homenagem ao centenário do primeiro voo de uma aeronave mais pesada que o ar de Santos Dumont, foram lançados selos e uma medalha.

## Críticas
A missão recebeu críticas por parte da comunidade científica, como da Sociedade Brasileira para o Progresso da Ciência (SBPC), segundo a qual o dinheiro investido na missão deveria ser utilizado para a capacitação de pessoal, assim como investido em outros tipos de pesquisas científicas. Além disso, relatam o não cumprimento da participação brasileira na construção da ISS.Outros críticos denunciaram o uso político e tacharam a viagem ao espaço de turismo espacial.
A Agência Espacial Brasileira e Marcos Pontes rebate, essas críticas, informando que nunca o programa espacial teve tanta visibilidade na imprensa, o que possibilitaria no futuro maior alocação de verbas para a exploração espacial. Além disto, a missão poderá incitar às crianças maior desejo de estudar e seguir a carreira científica.

## Galeria

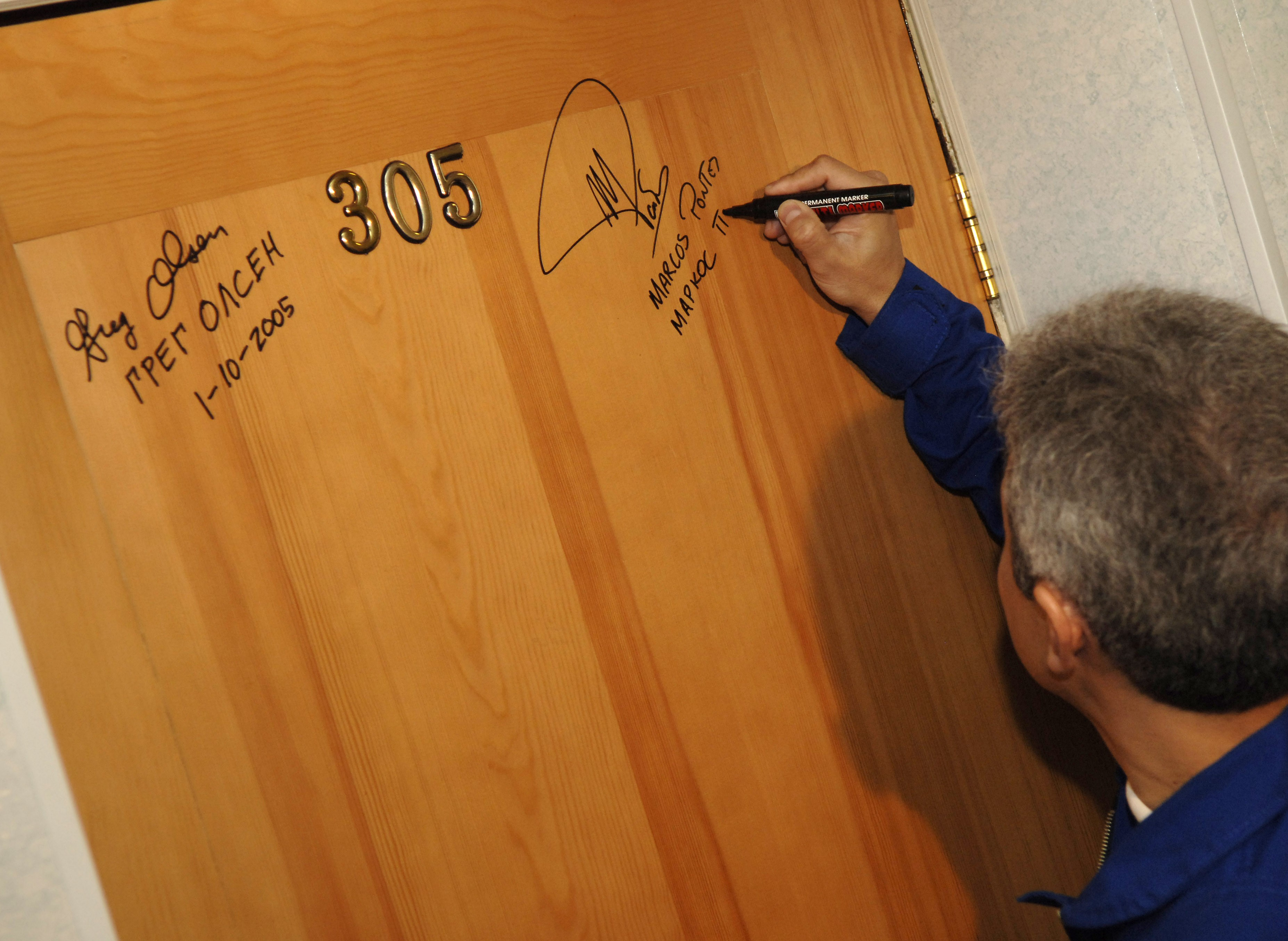
Em uma longa tradição dos cosmonautas russos, o brasileiro Marcos Pontes deixa um autografo em sua porta de hotel em Baikonur.
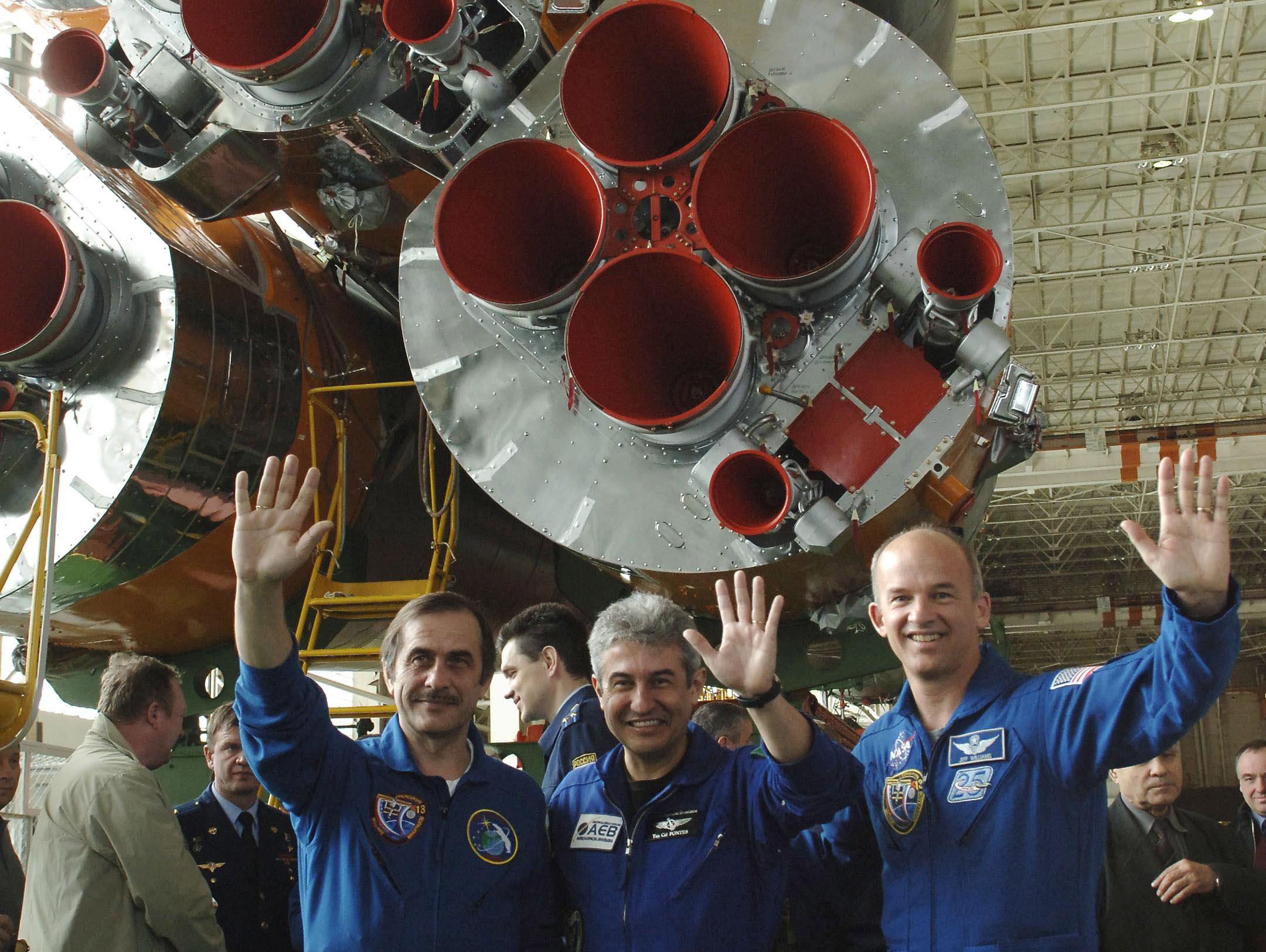
Tripulação da Soyuz TMA-8
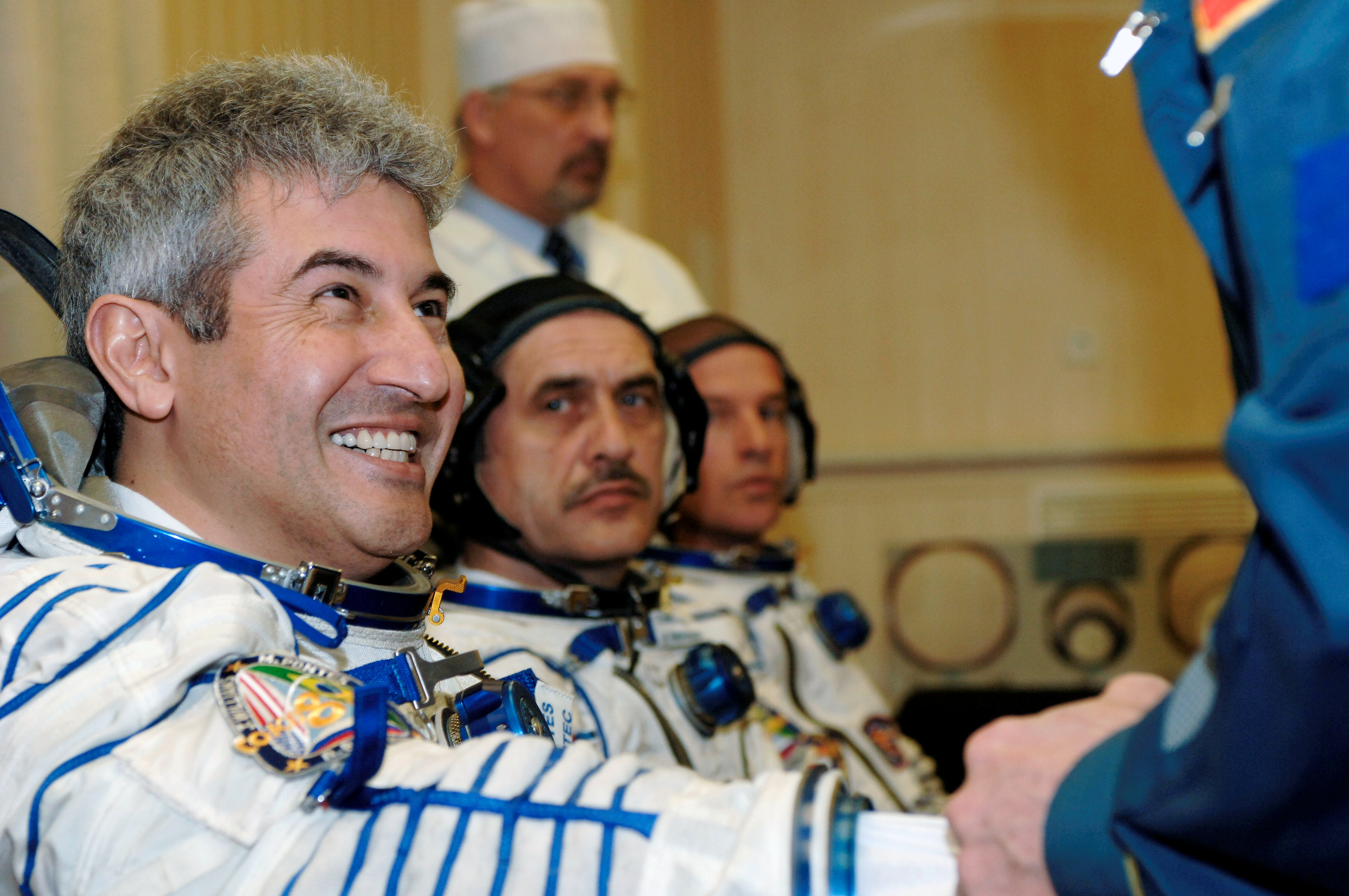
Tripulação antes do lançamento
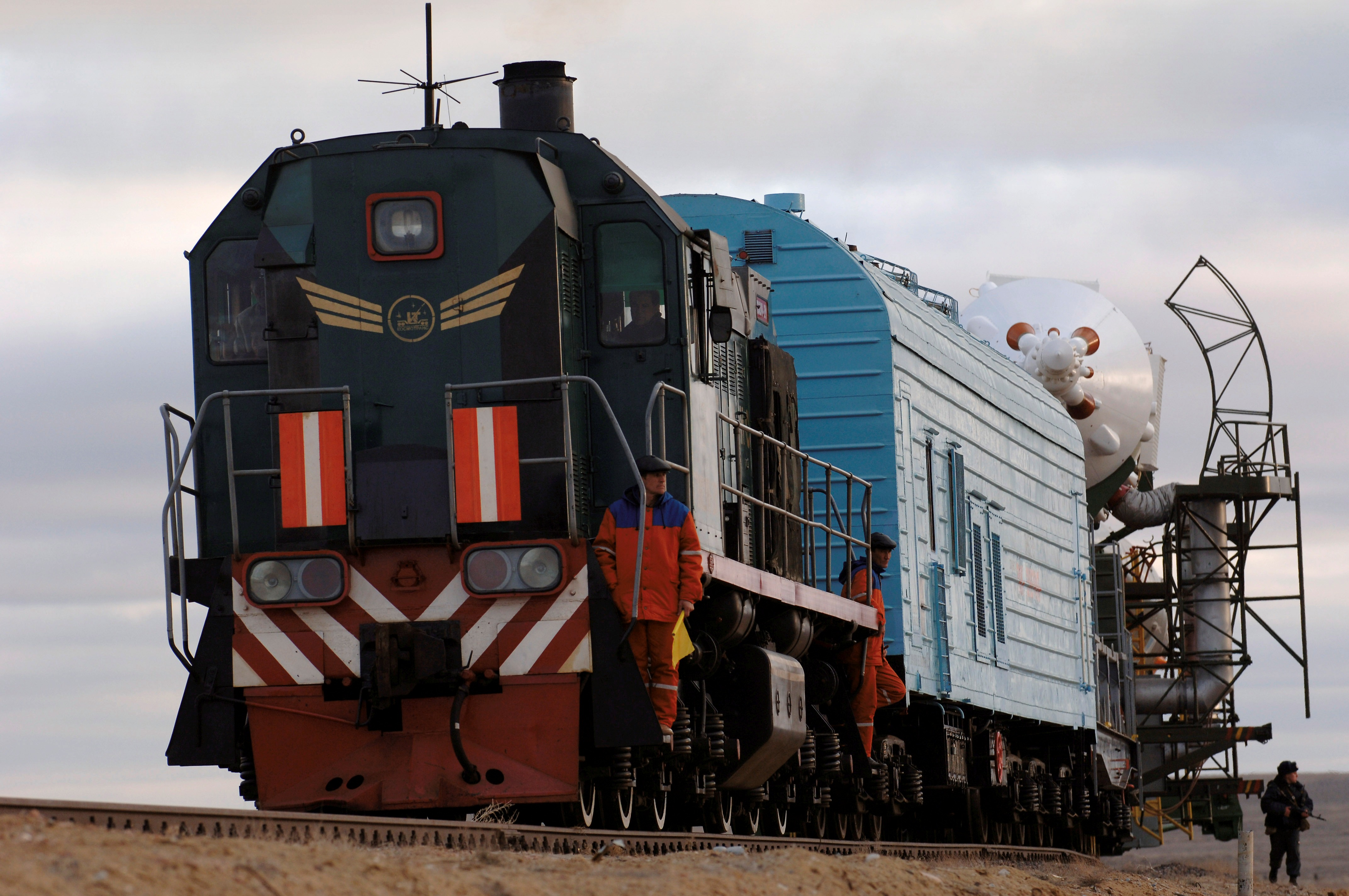
Trem levando o foguete até a área de lançamento
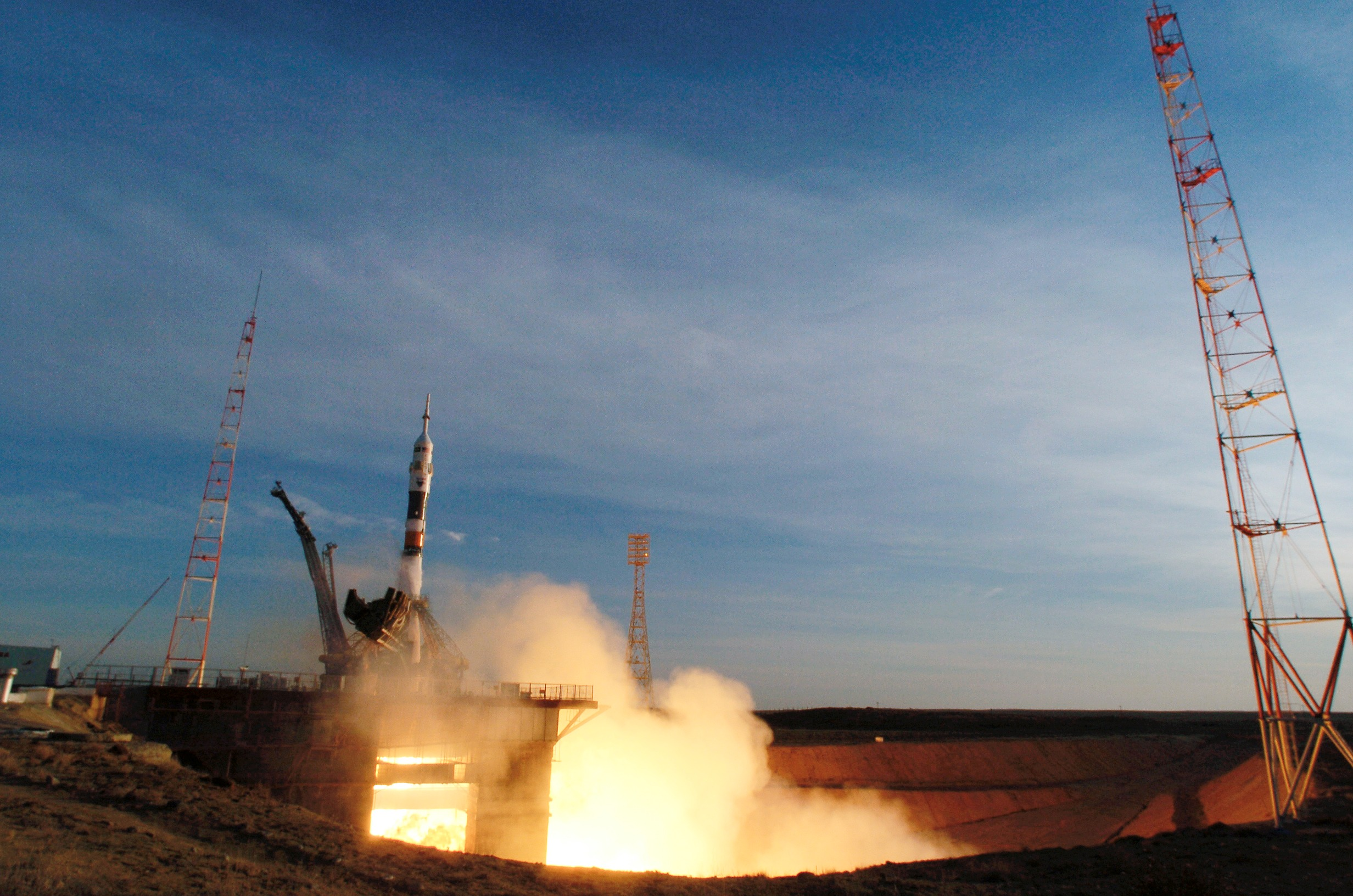
Lançamento da Soyuz TMA-8 em 30 de Março de 2006
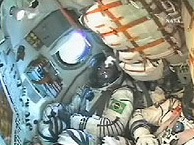
Marcos Pontes dentro da nave espacial Soyuz TMA-8 quando ela inicia sua inserção orbital em 30 de março de 2006
- A chegada do astronauta brasileiro Marcos Pontes na Estação Espacial Internacional
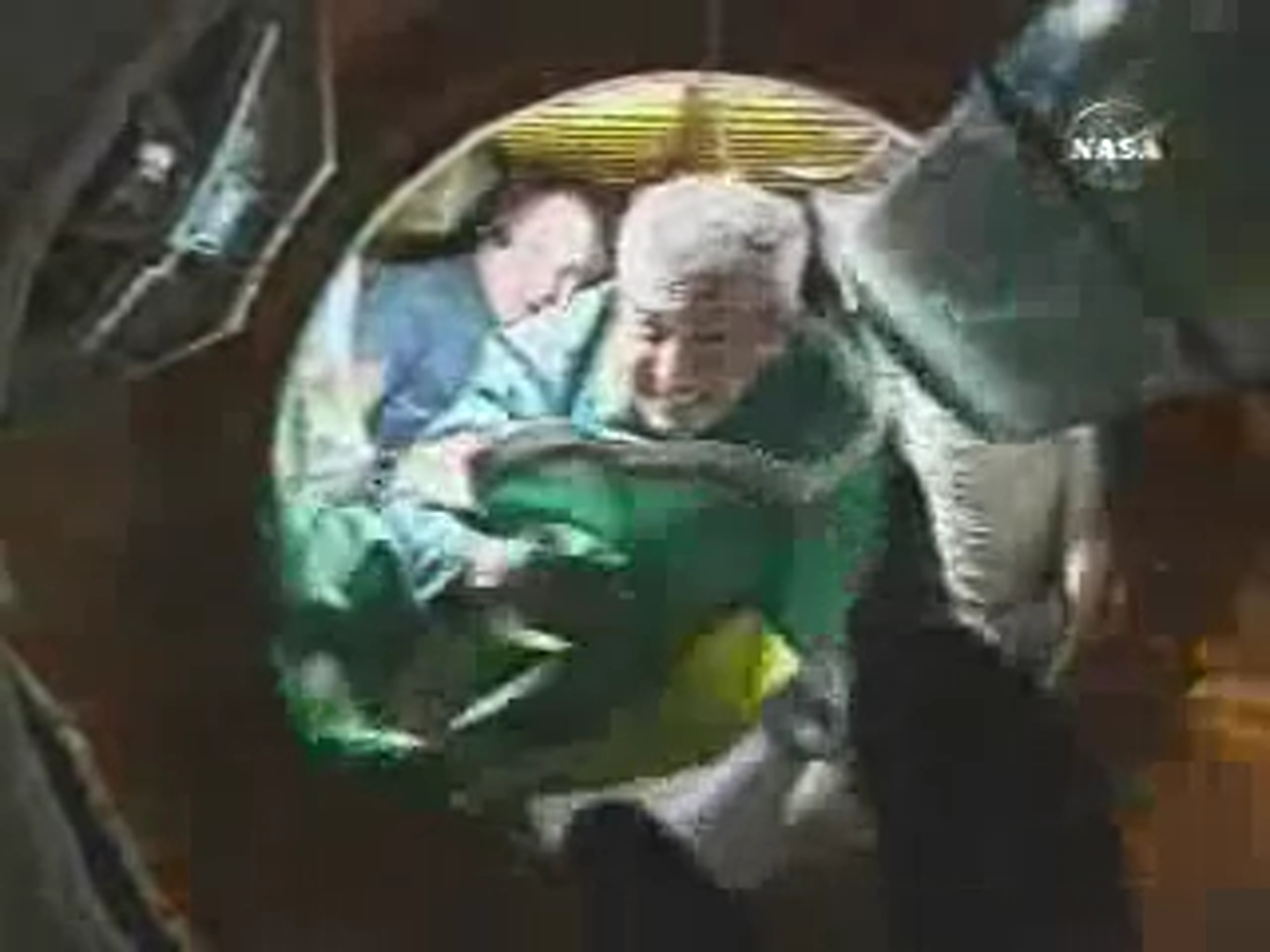
Marcos Pontes entrando na Estação Espacial com a Bandeira do Brasil dia 1 de abril de 2006
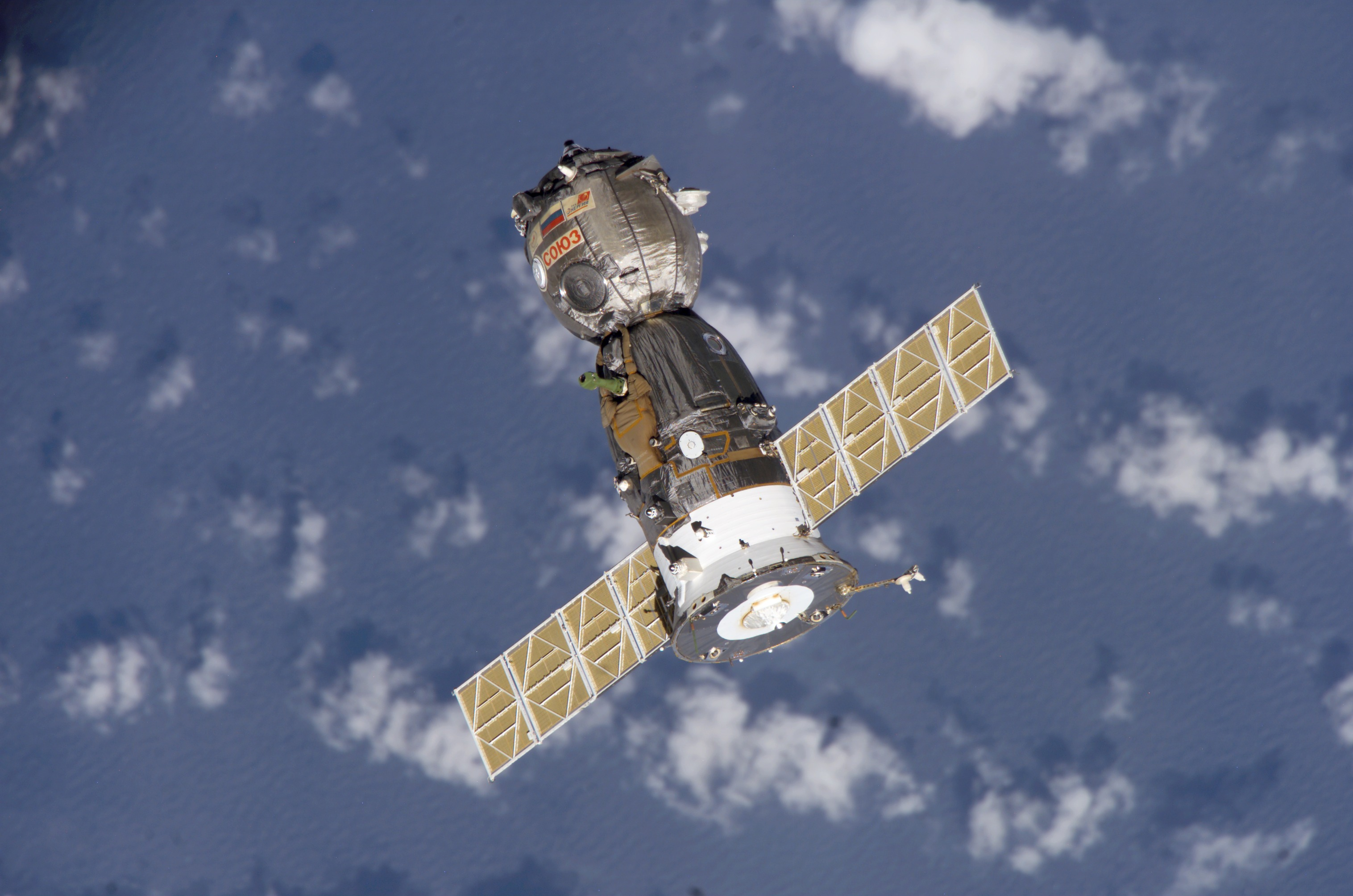
Soyuz TMA-7 deixando a estação com o astronauta brasileiro